# Бабенков
Бабенков — хутір у Шебекинському районі Бєлгородської області.

## Географія
Хутір Бабенков розташований на дорозі Максимовка — Мєшкове за 1 км від Мєшкового. За 6 кілометрів від хутора проходить кордон з Україною, на північ йде асфальтована дорога до хутора Желобок.
Дорога Максимовка—Мєшкове робить у Бабенкові петлю навколо балки, в якій тече струмок і розташований ставок.

## Населення
| 2002 | 2010 |
| ---- | ---- |
| 100  | ↘95  |